# Teofilo Camomot
Pour les articles homonymes, voir Bastida.
Teofilo Bastida Camomot, né le 3 mars 1914 à Carcar près de Cebu dans les Philippines, mort le 27 septembre 1988 à San Fernando près de Cebu, est un archevêque catholique des Philippines et vénérable catholique.
Ordonné prêtre diocésain pour l'archidiocèse de Cebu le 14 décembre 1941, il est nommé évêque auxiliaire le 23 mars 1955 avec le siège titulaire de Clysma.
Il devient archevêque coadjuteur de l'archidiocèse de Cagayan de Oro le 10 juin 1958, et archevêque titulaire de Marcianopolis (de).
Il est le fondateur des Filles de Sainte Thérèse. Avant que l'archevêque de l'époque James Hayes prenne sa retraitre, Teofilo Camomot démissionne pour raisons de santé le 17 juin 1970. Il meurt dans un accident de voiture à San Fernando le 27 septembre 1988 à l'âge de 74 ans,,,.
Sa procédure en béatification est ouverte, et pourrait conduire à sa canonisation comme saint. Dans le cadre de cette procédure, il est reconnu vénérable par le pape François en mai 2022.

## Biographie

### Jeunesse et formation
Teofilo Bastida Camomot naît le 3 mars 1914 à Barangay Cogon près de Carcar dans l'île de Cebu, aux Philippines. Il est le fils de Luis Camomot et d'Angela Bastida. Il est baptisé le lendemain de sa naissance et reçoit le sacrement de Confirmation l'année suivante, le 22 août 1915. Dès son plus jeune âge, Teofilo Camomot est élevé dans un environnement de christianisme fervent. Il suit ses études élémentaires à l'école primaire de Carcar où il est surnommé « Lolong » [« Hurleur »]. Après avoir obtenu son diplôme d'études primaires, Teofilo Camomot décide d'aider son père à la ferme et rêve de devenir agriculteur, ce que sa mère désapprouve. Lorsque son frère aîné Diosdado lui rend visite et voit qu'il ne va pas à l'école, il lui demande s'il voudrait entrer au séminaire.
Teofilo Camomot entre alors au petit séminaire de San Carlos à Mabolo, à Cebu, pour ses études secondaires de 1932 à 1933. Il poursuit ensuite ses études philosophiques et théologiques au grand séminaire de San Carlos. Il est ordonné prêtre le 14 décembre 1941.

### Curé de paroisse
La première affectation de Teofolo Camomot est dans la paroisse de San Fernando à Cebu, dont son demi-frère est le curé.
À partir de 1943 et pendant douze ans, il est le curé de la paroisse Santa Teresa d'Avila à Talisay sur l'île de Cebu. 

### Évêque
Le 25 mars 1955, Teofilo Camomot est nommé évêque auxiliaire de Jaro, dans la province de Iloilo, et reçoit l'ordination épiscopale le 29 mai 1955. Après la messe, il rend visite aux pauvres et aux malades. Il conserve le même style de vie de prière, de pauvreté et de charité. Il reste à ces fonctions jusqu'en 1959. En 1959, il est envoyé à l'archidiocèse de Cagayán de Oro comme archevêque coadjuteur avec droit de succession. Il fonde l'ordre des Tertiaires Carmélites de la Sainte Eucharistie, l'ordre qui devient les Filles de Sainte Thérèse,.
Il participe de 1962 à 1965 à la plupart des sessions du Concile Vatican II : il participe aux première (11 octobre 1962 – 8 décembre 1962), troisième (14 septembre 1964 – 21 novembre 1964) et quatrième (14 septembre 1965 – 8 décembre 1965) sessions du concile.
En raison de problèmes de santé, il doit démissionner de ses fonctions d'archevêque coadjuteur en 1970. Il retourne à Cebu et est affecté à la paroisse Santo Tomás de Villanueva à Barangay El Pardo, dans la ville de Cebu. Il est nommé en 1976 curé de Carcar, sa ville natale, et vicaire général.

### Décès
Le 27 septembre 1988, après avoir célébré la messe pour la fête de Saint Vincent de Paul au grand séminaire de San Carlos et après avoir rendu visite au monastère des Carmélites de Barangay Mabolo, Teofilo Camomot est reconduit chez lui à Carcar par son chauffeur. Le véhicule ne peut éviter un bus, se renverse et fait un tonneau à Sitio Magtalisay, Barangay Sangat, San Fernando de Cebu, tuant net Teofilo Camomot mais pas son chauffeur.
Des milliers de personnes assistent aux obsèques de Teofilo Camomot et à son inhumation au cimetière municipal. En 2009, son corps est exhumé pour être transféré au couvent des Filles de Santa Teresa de Valladolid, à Carcar.

## Cause en béatification et canonisation
Sa réputation de sainteté est bien présente de son vivant. Il est connu pour son style de vie simple, sa charité, son amour des pauvres, sa grande spiritualité, ses dons spirituels,.
Les Filles de Sainte Thérèse demandent formellement l'ouverture d'une cause de béatification et de canonisation. Le 15 octobre 2010, le cardinal Vidal annonce que le Saint-Siège a ouvert la cause de Teofilo Camomot.
Le 21 mai 2022, le pape François, après les procédures appropriées, reçoit en audience le cardinal Marcello Semeraro, préfet du dicastère pour la cause des saints, reconnaît les vertus héroïques de Teofilo Camomot et l'élève ainsi au rang de vénérable. Après d'autres procédures et si des miracles sont vérifiés, il pourra être canonisé comme saint,,.